# 塔ノ沢の石造釈迦涅槃像
塔ノ沢の石造釈迦涅槃像（とうのさわのせきぞうしゃかねはんぞう）は、群馬県みどり市にある石造の釈迦涅槃像である。1993年に塔ノ沢の石造釈迦涅槃像として群馬県指定史跡に指定。現地では寝釈迦と呼ばれている。

## 概要
古くから修験道の修行の場であった袈裟丸山の塔ノ沢筋、塔ノ沢登山口よりおよそ徒歩1時間半の場所に位置する。不動岩と呼ばれる巨岩に彫られており、頭を西に向けて横たわる、長さ368センチメートル、幅130センチメートルの巨大な釈迦涅槃像である。
年代も作者も不詳とされている。高山彦九郎が天明2年（1782年）4月に上野国勢多郡沢入を旅した際の旅行記『沢入道能記』に記されており、それ以前に作られたと考えられる。徳川幕府の直轄であった足尾銅山に送り込まれた多数の囚人が病死したので、その菩提を供養するために彫られたとも、弘法大師による作とも言われる。寝釈迦からは谷の前方に高さ18メートル、幅3メートルの「相輪塔」と呼ばれる自然石が見える。

草木ドライブインの涅槃像

前述のとおり山中にあって子供や高齢者の参拝が困難であったことから、1999年（平成11年）に草木湖湖畔の草木ドライブインに同等の大きさの涅槃像が設置された。